# Sport widowiskowy
Sport widowiskowy (ang. spectator sport) – sport, który charakteryzuje się tym, że podczas jego rozgrywania obecni są widzowie oglądający rozgrywki. Sporty takie tworzą widowiska przyciągające uwagę często bardzo szerokiej publiki, uprawia się je w dużej mierze dla rozrywki i przyjemności oglądających. Rozgrywanie sportów widowiskowych często wymaga odpowiednio przygotowanych miejsc spotkań - sal lub hal z widownią albo stadionów, z których kibice mogą obserwować grę lub przebieg konkurencji.
Sporty widowiskowe często przeciwstawia się sportom uczestniczącym (ang. participant sport), w których dominującym aspektem jest uczestnictwo w rozgrywce a nie samo oglądanie rozgrywek. Rozrywkę i przyjemność daje więc aktywny udział w nich a nie samo obserwowanie przebiegu. Sporty uczestniczące uprawia się zasadniczo w celach rekreacyjnych, dla przyjemności uprawiającego a nie widowni (zob. też sport rekreacyjny).
Podział ten nie jest jednak sztywny gdyż wiele dyscyplin sportowych zależnie od okoliczności nabiera charakteru widowiskowego lub rekreacyjnego (np. w tenisie lub golfie, chociaż rozgrywki elity zawodników wyczynowych przyciągają uwagę szerszej publiczności to sporty te uprawia też wiele osób jedynie w celach towarzyskiej zabawy lub rekreacji).
Sporty widowiskowe można też dalej podzielić na sporty zawodowe i sporty amatorskie.
Wzrastająca liczba transmisji wydarzeń sportowych wraz z reportarzami w mediach wpływa na zwiększenie widowni sportowej dzięki możliwości doświadczania rozgrywek sportowych bez potrzeby fizycznego przebywania w miejscu wydarzeń, doświadczenia te często są pogłębione dzięki zastosowaniu nowoczesnych technik audio i wideo w tym ujęć z różnych kamer, powtórek, komentarzy, statystyk, analiz. Niektóre sporty wręcz uchodzą za "sporty fotelowe" z uwagi na to, że jakość doświadczeń jaką dostarcza transmisja przewyższa jakość doświadczeń wynikłych z fizycznej obecności na miejscu wydarzeń.
Sporty widowiskowe stworzyły swoje własne kultury i tradycje takie jak np. cheerleading oraz inne rozrywki jakie mają miejsce przed wydarzeniami sportowymi lub w ich trakcie (np. ognie sztuczne). Przy tym pasje sportowych fanów prowadzą też okazjonalnie do gwałtowności i incydentów.
W zarządzaniu sportem sporo uwagi poświęca się psychologicznym badaniom chęci oglądania i emocjonowaniu się rozgrywkami sportów widowiskowych (między innymi badając to w jaki sposób można by dzięki temu zwiększyć popyt). Wiele z tych badań koncentruje się na: 
- wykorzystywaniu zaspokajania potrzeby osiągnięć w zastępczy sposób
- pragnieniu widza do konstruowania i wyrażania swego wizerunku publicznego poprzez deklarację lojalności z zawodnikiem lub zespołem zawodników.

Oddzielenie się uczestnictwa aktywnego od uczestnictwa biernego w wydarzeniach sportowych, linia podziału na sportowców (zawodników) i kibiców (widzów) zdaniem francuskiego filozofa Jacques'a Rancière'a prowadzi do paradoksu widza - poszukiwaniu sposobności do zastępczej, pasywnej kontemplacji angażowania się w aktywność i przez to przeoczenia tych momentów życia, które mogły by prowadzić do faktycznego zaangażowania się w aktywność sportową (ruchową).